# Nick Rogers (żeglarz)
Nick Rogers (ur. 4 października 1977 w Lymington) – brytyjski żeglarz sportowy, dwukrotny wicemistrz olimpijski, trzykrotny medalista mistrzostw świata.
Srebrny medalista igrzysk olimpijskich w 2008 i cztery lata wcześniej, w 2004 roku oraz zdobywca czwartego miejsca w 2000 roku w klasie 470 (wszystkie starty razem z Jonathanem Glanfieldem).
Wicemistrz świata w 2001 i 2005 roku oraz brązowy medalista w 2004 roku.